# IRC+10420

IRC+10420 (также известная как V1302 Aql) — жёлтый гипергигант, расположенный в созвездии Орла на расстоянии 4—6 килопарсек от Солнца.

## Открытие

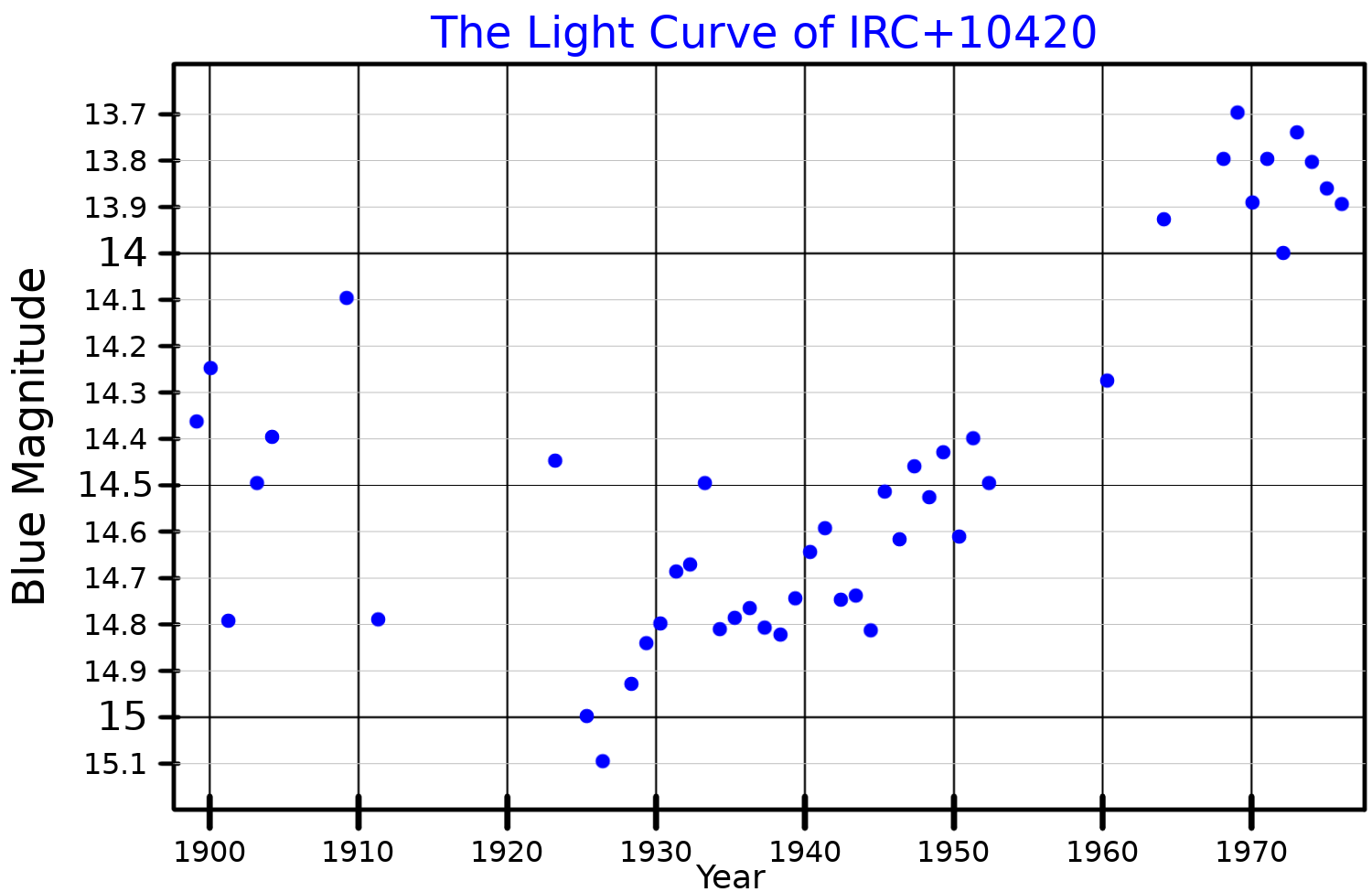
Кривая блеска синей полосы для IRC+10420, адаптированная Gottlieb & Liller (1978)

IRC+10420 был впервые идентифицирован в инфракрасном каталоге источников с диаметром волны 2,2 микрона в 1969 году. Его быстро отметили как очень необычный объект после того, как он был обнаружен на расстоянии 20 микрон как один из самых ярких источников на небе с большим избытком инфракрасного излучения, и его сравнили с Этой Киля во время одной из его вспышек. Также было обнаружено, что он является сильным источником мазерного излучения OH.
Формально она была внесена в каталог как переменная звезда V1302 Орла. Идентификация на исторических фотопластинках показала возможные нерегулярные изменения примерно на величину до 1925 года, за которыми последовало плавное постепенное увеличение яркости от 15 звёздной величины до ярче 14 звёздной величины к 1976 году.
Некоторые авторы сгруппировали IRC+10420 с протопланетными туманностями из-за окружающей туманности, но он был широко признан очень ярким сверхгигантом.

## Физические характеристики

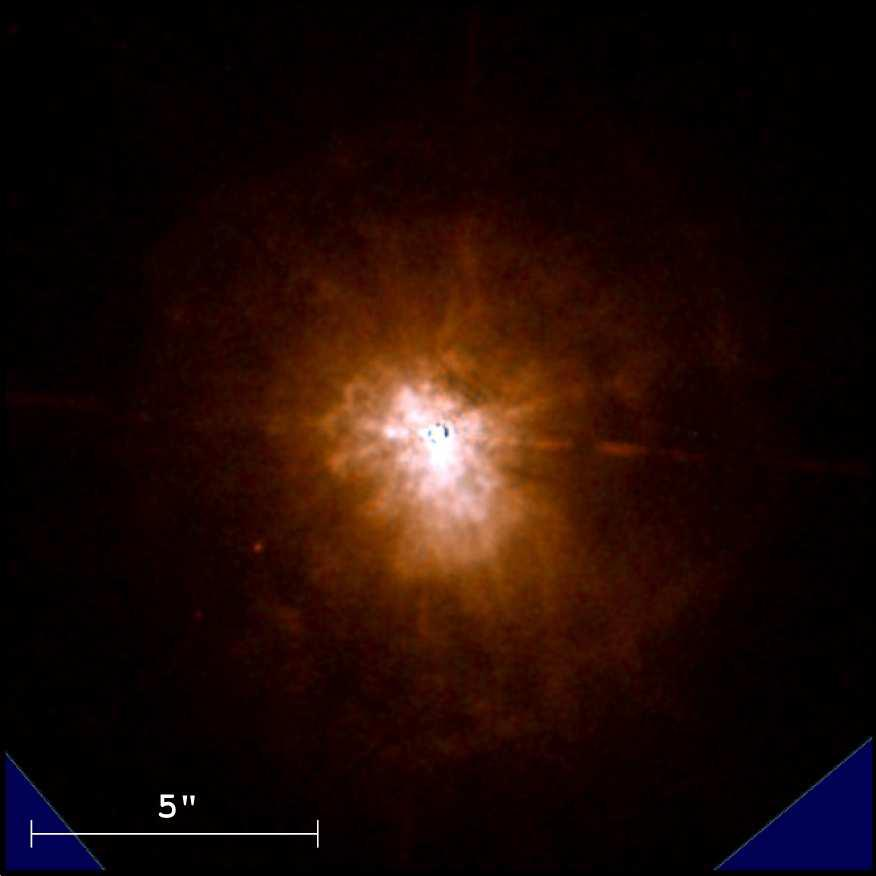
IRC+10420 и её околозвездный материал

Несмотря на то, что IRC+10420 является одной из самых ярких известных звёзд, в 513 000 раз ярче Солнца, её нельзя увидеть невооружённым глазом, и для наблюдения требуется телескоп.

## Окружающая туманность
IRC+10420 окружен отражательной туманностью массой 30—40 солнечных масс, состоящей из материала, выброшенного сильными звёздными ветрами её центральной звезды. Эта туманность была изучена с помощью космического телескопа Хаббл и показала сложную структуру, включающую дуги, лучи и сгущения, и которую сравнивали со структурой, окружающей красный гипергигант VY Большого Пса. Звезду и окружающий её материал сравнивали с IRAS 17163-3907.